# Russisches Kunstlied
Das russische Kunstlied entstammt wie das französische in erster Linie dem 19. und 20. Jahrhundert, obwohl bereits die Zeit Katharinas der Großen (reg. 1762–1796) mit ihren Nachahmungen französischer Romanzen (entweder auf Französisch oder Russisch), Ausgaben russischer Volksweisen (oder Pseudo-Volksweisen), Balladen und pseudo-östlichen Liedern einen wesentlichen Hintergrund lieferte.

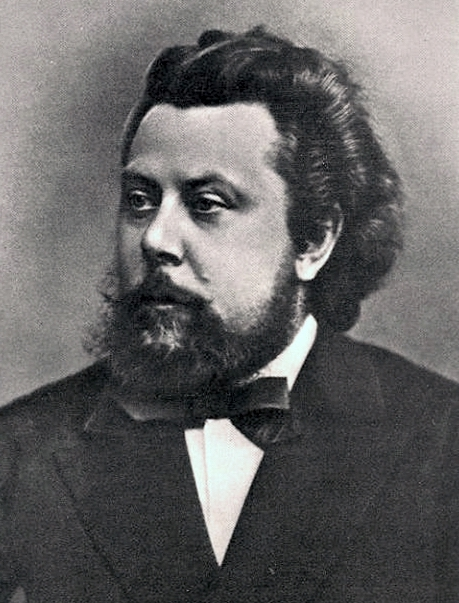
Modest Mussorgski im Jahr 1870

## Geschichte
Die wichtigsten Pioniere des russischen Liedes im 19. Jahrhundert waren Michail Glinka und Alexander Dargomyschski, der durch die Darstellung realistischer Bauernszenen brillierte. Die russische Gruppe der Fünf (oder „Das mächtige Häuflein“ – bestehend aus den Komponisten César Cui, Mili Balakirew, Alexander Borodin, Modest Mussorgski und Nikolai Rimski-Korsakow) steuerte in der zweiten Hälfte des 19. Jahrhunderts das bedeutendste Repertoire bei. Ihre Lieder weisen eine bemerkenswerte Vielfalt an Stimmungen und Stilen auf, die vielleicht am besten in den Werken von Borodin und Mussorgski zum Ausdruck kommt. Im Gegensatz zu den fünf ließen sich die Musiker des Konservatoriums (vor allem Anton Rubinstein und Pjotr Iljitsch Tschaikowski) mehr von westlichen Einflüssen als von einheimischen Stilen leiten. Von den anderen Liedkomponisten der vorrevolutionären Zeit lieferten Alexander Gretschaninow und Sergei Rachmaninow zwar ausgefeilte Meisterwerke, aber keine bedeutenden technischen Fortschritte. Als zukunftsweisender gelten die frühen Lieder von Igor Strawinsky und Sergei Prokofjew. Der Encyclopaedia Britannica zufolge vermieden die sowjetischen Komponisten die radikalen musikalischen Entwicklungen anderer Länder. In der Regel handele es sich bei den in der Sowjetzeit entstandenen Liedern um unbefangene Vertonungen sowjetischer Poesie oder traditioneller russischer Literatur (insbesondere Werke des Dichters Alexander Puschkin).
Eine umfassende Einspielung russischer Kunstlieder (mit mehr als 100 Liedern auf 5 CDs) bei EMI stammt von dem bulgarischen Sänger (Bass) Boris Christow (1914–1993), der auch sämtliche Lieder von Mussorgski eingespielt hat. Der Bass Vassily Savenko hat sich ebenfalls um die Einspielung russischer Kunstlieder verdient gemacht, unter anderem in der Sammlung Russian Images (Hyperion).

Zum Einfluss der russischen Romanze wurde festgestellt: 

„Die russische Romanze hatte einen starken Einfluss auf die Entwicklung der russischen Oper. Das russische Lied, die Elegie und die Ballade sie alle blühten in den Opern von Glinka, Dargomyschski und Tschaikowski auf.“

## Komponisten
- Anton Stepanowitsch Arenski (1861–1906)
- Mili Alexejewitsch Balakirew (1837–1910)
- Alexander Borodin (1833–1887)
- César Cui (1835–1918)
- Alexander Sergejewitsch Dargomyschski (1813–1869)
- Alexander Konstantinowitsch Glasunow (1865–1936)
- Michail Iwanowitsch Glinka (1804–1857)
- Alexander Tichonowitsch Gretschaninow (1864–1956)
- Dmitri Borissowitsch Kabalewski (1904–1987)
- Borys Mykolajowytsch Ljatoschynskyj (1895–1968)
- Nikolai Medtner (1880–1951)
- Alexander Wassiljewitsch Mossolow (1900–1973)
- Modest Mussorgski (1839–1881)
- Sergei Sergejewitsch Prokofjew (1891–1953)
- Sergei Rachmaninow (1873–1943)
- Nikolai Rimski-Korsakow (1844–1908)
- Anton Rubinstein (1829–1894)
- Igor Strawinsky (1882–1971)
- Sergei Iwanowitsch Tanejew (1856–1915)
- Pjotr Iljitsch Tschaikowski (1840–1893)
- Nikolai Tscherepnin (1873–1945)
- Alexander Jegorowitsch Warlamow (1801–1848)